# Khmerrepubliek op de Olympische Zomerspelen 1972
De Khmerrepubliek, het huidige Cambodja, nam deel aan de Olympische Zomerspelen 1972 in München, West-Duitsland. Het was de derde deelname.

## Deelnemers en resultaten
(m) = mannen, (v) = vrouwen 

### Atletiek
| Olympiër    | Discipline       | Resultaat | Prestatie                            |
| ----------- | ---------------- | --------- | ------------------------------------ |
| Samphon Mao | 100m (m)         | 71e       | serie 1: 7de in 10,95                |
| Samphon Mao | 200m (m)         | DNS       | serie 3: niet gestart                |
| Savim Chem  | 400m (m)         | 55e       | serie 9: 7de in 48,82                |
| Sin Sitta   | hoogspringen (m) | 36e       | kwalificatie groep B: 14de met 1,90m |
|             |                  |           |                                      |
| Meas Kheng  | 100m (v)         | 44e       | serie 4: 8ste in 12,72               |
| Meas Kheng  | 200m (v)         | 34e       | serie 3: 7de in 25,86                |

### Boksen
| Olympiër   | Discipline | Resultaat | Prestatie                                                     |
| ---------- | ---------- | --------- | ------------------------------------------------------------- |
| Khong Phar | -51kg (m)  | DNS       | 1e ronde: kwam niet in actie tegen FRG Schubert               |
| Soth Sun   | -57kg (m)  | 17e       | 1e ronde: bye 2e ronde: verloor van TAN Kinyogoli: beslissing |

### Zwemmen
| Olympiër                                          | Discipline             | Resultaat | Prestatie               |
| ------------------------------------------------- | ---------------------- | --------- | ----------------------- |
| Samnang Prak                                      | 100m vrije slag (m)    | 45e       | serie 3: 6de in 59,18   |
| Samnang Prak                                      | 200m vrije slag (m)    | 45e       | serie 7: 6de in 2.13,34 |
| Sarun Van                                         | 100m rugslag (m)       | 37e       | serie 1: 7de in 1.07,26 |
| Sarun Van                                         | 200m rugslag (m)       | 35e       | serie 2: 5de in 2.24,42 |
| Sokhon Yi                                         | 100m schoolslag (m)    | 34e       | serie 1: 5de in 1.11,00 |
| Sokhon Yi                                         | 200m schoolslag (m)    | 32e       | serie 1: 5de in 2.34,77 |
| Chhay-Kheng Nhem                                  | 100m vlinderslag (m)   | 37e       | serie 2: 7de in 1.05,12 |
| Chhay-Kheng Nhem Samnang Prak Sarun Van Sokhon Yi | 4x 100m wisselslag (m) | 17e       | serie 3: 6de in 4.20,71 |

Afghanistan · Albanië · Algerije · Amerikaanse Maagdeneilanden · Argentinië · Australië · Bahama's · Barbados · België · Bermuda · Birma · Bolivia · Bondsrepubliek Duitsland · Brazilië · Brits-Honduras · Bulgarije · Canada · Ceylon · Chili · Colombia · Congo-Brazzaville · Costa Rica · Cuba · Dahomey · Denemarken · Dominicaanse Republiek · Duitse Democratische Republiek · Ecuador · Egypte · El Salvador · Ethiopië · Fiji · Filipijnen · Finland · Frankrijk · Gabon · Ghana · Griekenland · Groot-Brittannië · Guatemala · Guyana · Haïti · Hongarije · Hongkong · Ierland · IJsland · India · Indonesië · Iran · Israël · Italië · Ivoorkust · Jamaica · Japan · Joegoslavië · Kameroen · Kenia · Khmerrepubliek · Koeweit · Lesotho · Libanon · Liberia · Liechtenstein · Luxemburg · Madagaskar · Malawi · Maleisië · Mali · Malta · Marokko · Mexico · Monaco · Mongolië · Nederland · Nederlandse Antillen · Nepal · Nicaragua · Nieuw-Zeeland · Niger · Nigeria · Noord-Korea · Noorwegen · Oeganda · Oostenrijk · Opper-Volta · Pakistan · Panama · Paraguay · Peru · Polen · Portugal · Puerto Rico · Roemenië · San Marino · Saoedi-Arabië · Senegal · Singapore · Soedan · Somalië · Sovjet-Unie · Spanje · Suriname · Swaziland · Syrië · Taiwan · Tanzania · Thailand · Togo · Trinidad en Tobago · Tsjaad · Tsjecho-Slowakije · Tunesië · Turkije · Uruguay · Venezuela · Verenigde Staten · Vietnam · Zambia · Zuid-Korea · Zweden · Zwitserland